# Uratelornis chimaera
Uratelornis chimaera là một loài chim trong họ Brachypteraciidae.

## Mô tả
Đây là loài đặc hữu có rừng rậm nhiệt đới gần bờ biển phía tây nam Madagascar, loài chim này hiện diện ở mật độ dân số cực kỳ thấp trong suốt môi trường sống của chúng. Loài này cần nơi ở có bóng râm và một lớp lá trên mặt đất, và chúng không hiện diện ở những khu rừng rậm không có những đặc điểm này. Loài chim này không có phân loài được công nhận, và loài có quan hệ gần nhất của nó là Geobiastes squamiger. Đây là loài duy nhất trong chi có sự khác biệt rõ nét giữa con trống và con mái (sự khác biệt về bộ lông hoặc kích thước giữa các giới tính). Loài chim này có kích thước trung bình đuôi dài. Phía trên có màu nâu đậm với các vệt đen, trong khi phần dưới có màu xám nhạt. Cổ họng trắng được đóng khung bởi các vạch đen sẫm và một chiếc vú màu đen, và một dải trắng có mặt ở đáy của hóa đơn. Lông vũ xanh dương có thể nhìn thấy được ở cạnh của cánh và đuôi. Tiếng kêu hiếm khi được thực hiện bên ngoài mùa sinh sản, mặc dù đã có nhiều cuộc gọi tán tỉnh.
Chúng chủ yếu ăn động vật không xương sống, bao gồm kiến, bọ cánh cứng, bướm, và giun, chúng tìm thấy bằng cách tìm kiếm thông qua các lát sâu hoặc để yên lặng và quan sát. Chúng chủ yếu chạy qua môi trường sống của nó trên đôi chân khỏe mạnh, vì đôi cánh của nó là tương đối yếu. Chúng là loài một vợ một chồng và bảo vệ lãnh thổ trong mùa sinh sản của tháng 10 đến tháng 2. Chúng đào một hang trong cát, cuối cùng là một khoang rộng hơn, nơi chúng làm tổ bằng lá và các viên đất. Mỗi tổ có hai đến bốn quả trứng. Chim con tiếp tục sống trong các nhóm gia đình cho đến ít nhất là tháng 2 trước khi phân tán rộng rãi hơn trên cây bụi.
Loài chim này được phân loại bởi IUCN dễ bị tổn thương và bị đe doạ bởi sự phá hủy môi trường sống. Những khu rừng rậm khô cằn nơi nó sinh sống không được bảo vệ bởi chính phủ Malagasy, và do đó chim đang mất môi trường sống do nạn Đốt phá rừng làm nương rẫy, thu gom than và khai thác gỗ. Loài chim này cũng bị săn bắt bởi các dân tộc bản địa của Madagascar.